# Neurophysiologie
La neurophysiologie est l'étude des fonctions du système nerveux (physio > fonctionnement, logie > étude), reposant sur tous les niveaux de description, du niveau moléculaire jusqu'au niveau le plus intégré des réseaux neuronaux.
C'est une science pluridisciplinaire, au carrefour d'autres sciences biologiques (neuroanatomie, neuroendocrinologie, neuropharmacologie, etc.) et comportementales (neuropsychologie, psychiatrie...), notamment.

## Introduction
Physiologie : fonctionnement des organes
Système nerveux central : inclut l’encéphale, protégé dans la boite crânienne, et la moelle épinière dans la colonne vertébrale.
Système nerveux périphérique : nerfs crâniens (12 paires) et rachidiens (31 paires), récepteurs sensoriels et terminaisons motrices
Trois propriétés du tissu nerveux (neurone - unité fonctionnelle du tissu) : excitabilité, conductibilité, communicabilité.
Émet des signaux électriques en réponse à une stimulation de propagation le long des dendrites et corps cellulaires forme de potentiel postsynaptique, le long axone forme de potentiel d'action.
Dendrite : achemine l’influx nerveux vers le corps cellulaire. Transmission centripète, cellulipète.
Axone : prolongement du corps cellulaire, il achemine l’influx nerveux x vers les télodendrons et les boutons terminaux. Corps cellulaire → extrémité : transmission centrifuge, cellulifuge.
Les influx nerveux sont possibles grâce aux protéines dans la membrane du neurone : ce sont les canaux ioniques. Ces canaux régulent l’entrée et la sortie des ions afin que la membrane soit toujours à -70 mV (état de repos).
Synapse : l’arrivée d’un potentiel d’action dans un neurone pré-synaptique provoque la libération de neurotransmetteurs dans la fente neurosynaptique, ceux-ci se fixent sur des récepteurs de membrane de l’élément post synaptique et entraînent une variation du potentiel de membrane.
Fonction globale/générale du système nerveux :
Le système nerveux est un système de communication qui fait circuler les informations entre les cellules qui le composent, tout comme le système endocrine/hormonal. Ce signal nerveux est rapide et électrique et vise seulement de 1 à quelques dizaines de cellules, à la différence du système endocrine, dont le signal est plus lent, chimique et destiné à toutes les cellules du corps. Ce système de communication permet à notre organisme de répondre à un stimulus de notre environnement. Les trois sous-fonctions nécessaires pour y parvenir sont :
-       Le système nerveux doit être capable de capter les informations qui proviennent de l’extérieur et de l’intérieur de notre corps. C’est le rôle des systèmes sensoriels.
-       Le système nerveux doit traiter l’information sensorielle pour en tirer une réponse/décision. C’est le rôle des systèmes associatifs, parce qu’ils associent de nombreuses informations ensembles pour décider de la meilleure réponse. Apprendre c’est utiliser son expérience pour faire le bon choix en fonction de chaque situation.
-       Le système nerveux doit contrôler la réponse. Il doit envoyer l’information aux organes effecteurs et provoquer et contrôler la réponse (par exemple l'adaptation de son corps et de ses muscles). On peut aussi contrôler les réponses physiologiques du corps (rythme cardiaque, etc.). C’est le rôle des systèmes moteurs ou effecteurs.

## Organisation du système nerveux et communication cellulaire/nerveuse

### Développement et organisation anatomique du système nerveux
Les hommes sont triploblastiques. Lors du développement de l'embryon, trois feuillets se mettent en place : l’ectoderme, l’endoderme et le mésoderme. Le phénomène qui va mettre en place le système nerveux de l’embryon est la neurulation. La zone dorsale de l’ectoderme va alors s'invaginer, provoquant une soudure des bords. Un tube alors appelé tube neural va ainsi rester juste en dessous de l’ectoderme. Dans l’embryon, le système nerveux dérive de ce tube neural provenant de l’invagination de l’ectoderme dorsal à la fin de la gastrulation. Plus précisément, le tube neural donnera le système nerveux central (SNC). Il s'agit de la partie du système nerveux qui est dans notre centre de symétrie. De part et d’autre du tube neural vont se détacher les crêtes neurales qui donneront le système nerveux périphérique dit SNP (nerfs et récepteurs du système sensoriel).